# Campeonato Mundial de Badminton de 1997
O 10º Campeonato Mundial de Badminton foi realizado em Glasgow, Escócia, de 24 de maio a 1º de junho de 1997.

## Local
- Scotstoun Centre

## Medalhistas
| Evento            | Ouro                           | Prata                          | Bronze                          |
| ----------------- | ------------------------------ | ------------------------------ | ------------------------------- |
| Simples Masculino | Peter Rasmussen                | Sun Jun                        | Heryanto Arbi                   |
| Simples Masculino | Peter Rasmussen                | Sun Jun                        | Poul-Erik Høyer Larsen          |
| Simples Feminino  | Ye Zhaoying                    | Gong Zhichao                   | Han Jingna                      |
| Simples Feminino  | Ye Zhaoying                    | Gong Zhichao                   | Wang Chen                       |
| Duplas Masculinas | Candra Wijaya e Sigit Budiarto | Yap Kim Hock e Cheah Soon Kit  | Lee Dong-soo e Yoo Yong-sung    |
| Duplas Masculinas | Candra Wijaya e Sigit Budiarto | Yap Kim Hock e Cheah Soon Kit  | Ricky Subagja e Rexy Mainaky    |
| Duplas Femininas  | Ge Fei e Gu Jun                | Qin Yiyuan e Tang Yongshu      | Eliza Nathanael e Resiana Zelin |
| Duplas Femininas  | Ge Fei e Gu Jun                | Qin Yiyuan e Tang Yongshu      | Qiang Hong e Liu Lu             |
| Duplas Mistas     | Liu Yong e Ge Fei              | Jens Eriksen e Marlene Thomsen | Trikus Heryanto e Minarti Timur |
| Duplas Mistas     | Liu Yong e Ge Fei              | Jens Eriksen e Marlene Thomsen | Michael Søgaard e Rikke Olsen   |

## Simples Masculino

### Seeds
1. Poul-Erik Høyer Larsen
2. Heryanto Arbi
3. Ardy Wiranata
4. Sun Jun
5. Park Sung-woo
6. Peter Rasmussen
7. Alan Budikusuma
8. Joko Supriyanto
9. Thomas Stuer-Lauridsen
10. Dong Jiong
11. Roslin Hashim
12. Pär-Gunnar Jönsson
13. Ong Ewe Hock
14. Peter Axelsson
15. Fung Permadi
16. Pullela Gopichand

### Resultados
|  | Quartas de final | Quartas de final       | Quartas de final | Quartas de final | Quartas de final |    |                        | Semifinais      | Semifinais | Semifinais | Semifinais | Semifinais |  |  | Final | Final           | Final | Final | Final |
|  |                  |                        |                  |                  |                  |    |                        |                 |            |            |            |            |  |  |       |                 |       |       |       |
|  | 6                | Peter Rasmussen        | 15               | 8                | 15               |    |                        |                 |            |            |            |            |  |  |       |                 |       |       |       |
|  | 3                | Ardy Wiranata          | 8                | 15               | 11               |    |                        |                 |            |            |            |            |  |  |       |                 |       |       |       |
|  | 3                | Ardy Wiranata          | 8                | 15               | 11               |    | 6                      | Peter Rasmussen | 12         | 15         | 15         |            |  |  |       |                 |       |       |       |
|  |                  |                        |                  |                  |                  |    | 6                      | Peter Rasmussen | 12         | 15         | 15         |            |  |  |       |                 |       |       |       |
|  |                  | 2                      | Heryanto Arbi    | 15               | 9                | 11 |                        |                 |            |            |            |            |  |  |       |                 |       |       |       |
|  | 2                | 2                      | Heryanto Arbi    | 15               | 9                | 11 | Heryanto Arbi          | 15              | 15         |            |            |            |  |  |       |                 |       |       |       |
|  | 2                |                        |                  |                  |                  |    | Heryanto Arbi          | 15              | 15         |            |            |            |  |  |       |                 |       |       |       |
|  | 5                | Park Sung-woo          | 12               | 11               |                  |    |                        |                 |            |            |            |            |  |  |       |                 |       |       |       |
|  |                  |                        |                  |                  |                  |    |                        |                 |            |            |            |            |  |  | 6     | Peter Rasmussen | 16    | 18    | 15    |
|  |                  |                        | 4                | Sun Jun          | 17               | 13 | 10                     |                 |            |            |            |            |  |  |       |                 |       |       |       |
|  | 1                | Poul-Erik Høyer Larsen | 15               | 15               |                  |    |                        |                 |            |            |            |            |  |  |       |                 |       |       |       |
|  | 11               | Roslin Hashim          | 8                | 10               |                  |    |                        |                 |            |            |            |            |  |  |       |                 |       |       |       |
|  | 11               | Roslin Hashim          | 8                | 10               |                  | 1  | Poul-Erik Høyer Larsen | 15              | 13         | 12         |            |            |  |  |       |                 |       |       |       |
|  |                  |                        |                  |                  |                  | 1  | Poul-Erik Høyer Larsen | 15              | 13         | 12         |            |            |  |  |       |                 |       |       |       |
|  |                  | 4                      | Sun Jun          | 8                | 15               | 15 |                        |                 |            |            |            |            |  |  |       |                 |       |       |       |
|  | 12               | 4                      | Sun Jun          | 8                | 15               | 15 | Pär-Gunnar Jönsson     | 9               | 12         |            |            |            |  |  |       |                 |       |       |       |
|  | 12               |                        |                  |                  |                  |    | Pär-Gunnar Jönsson     | 9               | 12         |            |            |            |  |  |       |                 |       |       |       |
|  | 4                | Sun Jun                | 15               | 15               |                  |    |                        |                 |            |            |            |            |  |  |       |                 |       |       |       |

## Quadro de Medalhas
| Pos | País          | Ouro | Prata | Bronze | Total |
| --- | ------------- | ---- | ----- | ------ | ----- |
| 1   | China         | 3    | 3     | 3      | 9     |
| 2   | Dinamarca     | 1    | 1     | 2      | 4     |
| 3   | Indonésia     | 1    | 0     | 4      | 5     |
| 4   | Malásia       | 0    | 1     | 0      | 1     |
| 5   | Coreia do Sul | 0    | 0     | 1      | 1     |

## Ligações Externas
- BWF Results